# Briani

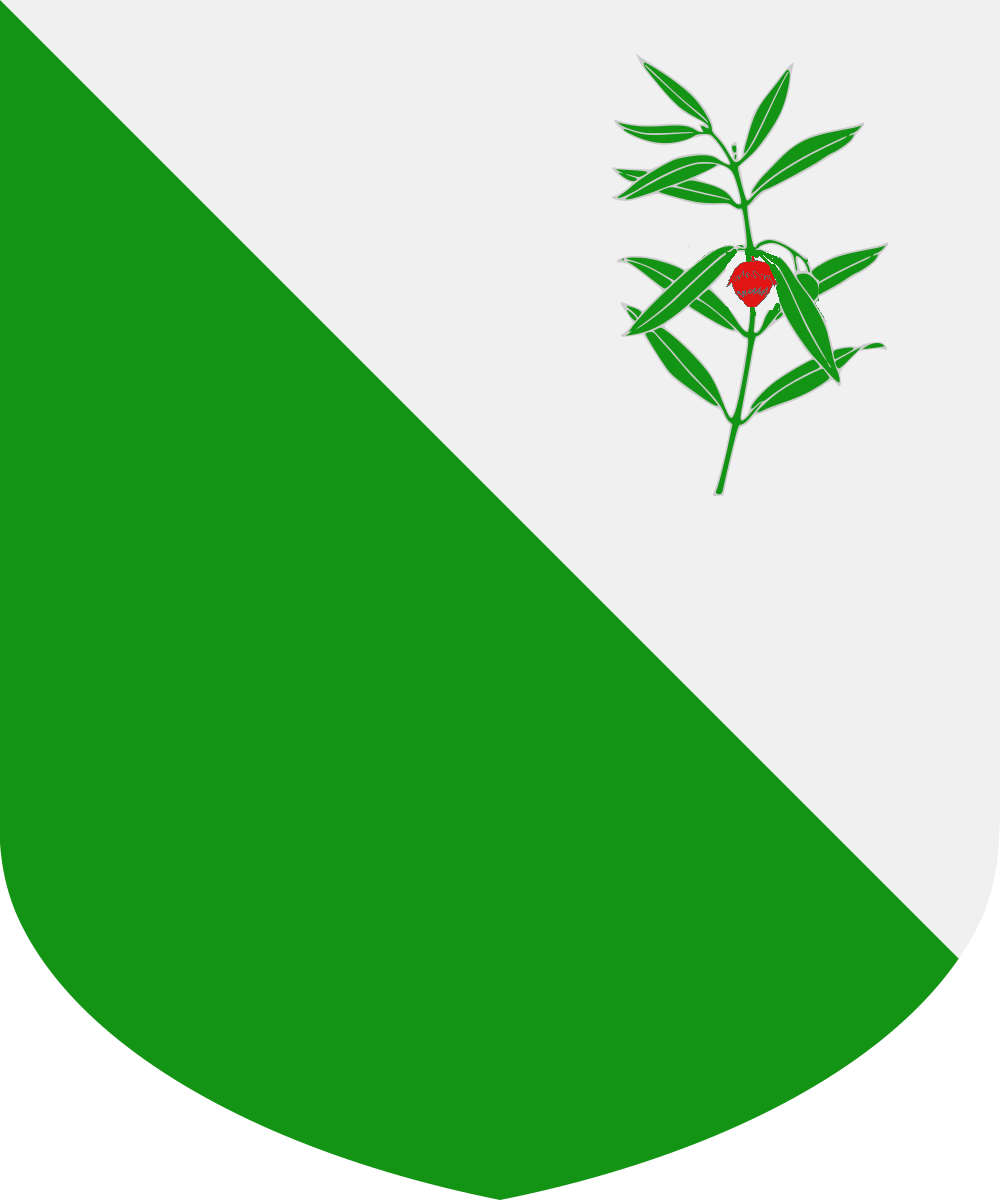
Stemma Briani

I Briani  furono una famiglia patrizia veneziana che entrò nel Libro d'Oro veneziano prima della Serrata. Espulsi da Bergamo in epoca remota si trasferirono a Venezia, dove poterono entrare nel Maggior Consiglio. 

## Storia
La famiglia ebbe vari membri illustri al servizio della Serenissima. Raffaele Briani, cavaliere, fu capitano delle truppe Veneziane contro i Bolognesi nel 1161. Giovanni combatté i Turchi in una battaglia navale presso Nixia e Paros nel 1651, mentre nel 1657, Provveditore straordinario e rettore di Cattaro, fu solerte difensore della città. 
Essi possedevano vari stabili fra la Chiesa dei SS. Ermagora e Fortunato, la Calle Briani e il Campo omonimo. Sul muro di uno di questi palazzi era affisso lo stemma gentilizio della loro famiglia.
Presso l'Angelo Raffaele, nella Calle Briani, vi era un Palazzo che riportava lo stemma della famiglia Ariani. Tale stemma era presente sia sul pozzo posto in Campo dell'Angelo Raffaele, assieme al nome di Marco Ariani, che sulla tomba dei medesimi posta all'interno del Chiostro della Chiesa dei Carmini. 